# Метилон
Метило́н (MDMC, 3,4-метилендиоксиметкатинон, bk-MDMA) — синтетическое соединение класса катинонов. Обладает психостимулирующим и эмпатогенным действием, схожим с действием МДМА. Употребляется перорально, в дозировке от 100 до 270 мг.

## Наименования
В англоязычной литературе используются сокращённые названия: MDMC от англ. 3,4-methylenedioxy-N-methylcathinone и bk-MDMA, означающий β-кето-MDMA.

## Происхождение
Метилон был изобретён американскими химиками-фармакологами Пейтоном Джейкобом и Александром Шульгиным в 1996 году как антидепрессант.
В конце 2004 года в Нидерландах появился новый наркотик, представленный под торговым названием «Explosion» (рус. взрыв, вспышка). Он распространялся в жидком виде посредством интернет-магазинов.

## Получение
Метилон можно синтезировать путём взаимодействия замещённого бромпропиофенона с метиламином. 2-бром-3,4-метилендиоксипропиофенон может быть получен путём взаимодействия 3,4-метилендиоксипропиофенона (MDP1P) с бромом.

## Дозировка
В отчёте ВОЗ указаны следующие пероральные дозировки и выраженность действия:
- пороговая: 60—120 мг;
- лёгкая: 100—150 мг;
- обычная: 100—250 мг;
- сильная: 160—270 мг;
- очень сильная: 250+ мг.

Обычная доза употребления 100—200 мг перорально. Некоторые респонденты утверждают, что увеличение дозы ещё на 100—180 мг увеличивает влияние на физические эффекты, но слабо влияет на ментальные.

## Эффекты

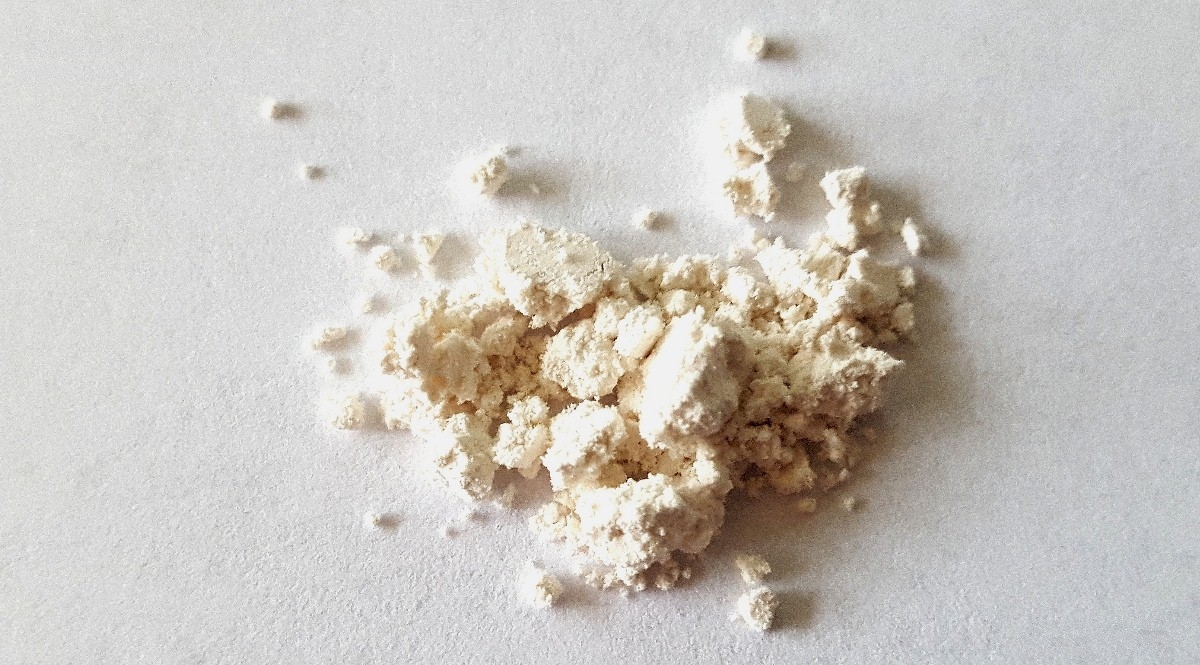
Порошок метилона

### Центральная нервная система
- Стимуляция
- Эйфория или дисфория, анксиолитическое или аксиогенное действие.
- Повышенная общительность.
- Бессонница и беспокойство.
- Дереализация/деперсонализация, галлюцинации.
- Психозы, в зависимости от человека, при высокой дозировке или длительном использовании.
- Расширенные зрачки, непроизвольное бегание глаз

### Возможные побочные эффекты
- Тахикардия и артериальная гипертензия.
- Гипертермия и потливость.
- Тризм и бруксизм.
- Тошнота и рвота.
- Потеря аппетита.
- Краткосрочная эректильная дисфункция.

Большая часть эффектов идентична с другими психостимуляторами.

## Сходство с MDMA
Несмотря на поведенческие и фармакологические сходства метилона и MDMA, вещества не являются полностью идентичными. Александр Шульгин пишет:

«[Метилон] имеет почти ту же активность, [что и МДМА,] но не даёт те же эффекты. Он имеет антидепрессивное действие, приятное и положительное, но не уникальную магию МДМА».
Оригинальный текст (англ.)“…it has almost the same potency, but it doesn't produce the same effects. It has an almost antidepressant action, pleasant and positive, but not the unique magic of MDMA.”

## Правовой статус

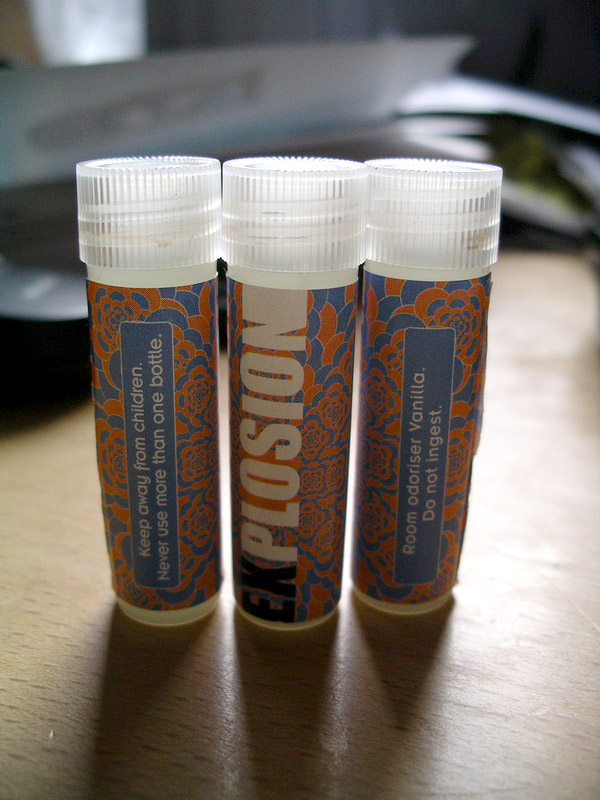
Баночки с метилоном. Надписи: «„Взрыв“. Ароматизатор помещений. Не проглатывать. Хранить в местах, недоступных для детей. Ни при каких условиях не использовать более одной банки».

C 12 августа 2010 года метилон входит как наркотическое средство в Список I перечня наркотических средств, психотропных веществ и их прекурсоров, запрещённых в Российской Федерации.